# Tidiane Keita
Tidiane Keita (n.  ?) este un fotbalist  liber de contract, care joacă.

## Carieră

### Începutul carierei și ligile inferioare
Keita și-a început cariera în academia de tineret a echipei Toulouse, înainte de a trece la fotbalul senior în ligile inferioare franceze. A jucat mai întâi pentru Albi între 2014 și 2016, urmat de o perioadă de trei ani la Colomiers, unde performanțele sale au atras atenția cluburilor de nivel superior.

### Orléans
Pe 14 aprilie 2019, Keita a semnat primul său contract profesional cu Orléans, care evolua atunci în Ligue 2. A debutat ca profesionist pe 26 iulie 2019, în meciul de deschidere al sezonului, care s-a încheiat cu un egal fără goluri împotriva echipei Nancy.

### Dunkerque
Keita a semnat cu Dunkerque pe 26 iunie 2022. În următorii doi ani, a jucat 57 de meciuri în Ligue 2 și Championnat National, contribuind cu un gol.

### Petrolul Ploiești
În iunie 2024, Keita a făcut primul său pas în străinătate, semnând un contract pe trei ani cu clubul român Petrolul Ploiești. A jucat 38 de meciuri în toate competițiile în sezonul său de debut, marcând două goluri și oferind două pase decisive, iar Petrolul a terminat pe locul mijlocul clasamentului în SuperLiga României.

### CFR Cluj
La 2 august 2025, Keita s-a transferat la CFR Cluj, o altă echipă din SuperLiga României, pentru o sumă estimată la 400.000 de euro.

## Stilul de joc
Keita joacă în principal ca mijlocaș central sau defensiv, unde se remarcă prin abilitatea sa de a recupera mingea și prin caracterul său combativ.

## Viața personală
Născut în Franța, Keita este de origine guineană.